# Beverly Hungry Wolf
Beverly Hungry Wolf, también conocida como Sikski-Aki o Black-faced Woman (Cardston, 1950) es una escritora canadiense miembro de la tribu de pies negros.

## Trayectoria
Nació en Beverly Little Bear en 1950, cerca de Cardston, Alberta, en la Reserva Indígena de No. 148, y estudió en una escuela residencial católica de la propia reserva. La escuela desalentó su interés sobre las tradiciones de su tribu, pero como adulta comenzó a investigar y grabar sobre dichas tradiciones después de casarse con el alemán, Adolph Gutöhrlein. Gutöhrlein  estaba fascinado con la cultura de las Primeras Naciones, habiéndose sumergido en ellas y adoptando el apellido Hungry Wolf.
Junto con su marido, Hungry Wolf, ha publicado varios libros sobre sus experiencias personales y las de su gente. Entrevistó a sus parientes femeninas y a los ancianos de su tribu, recopilando información  sobre los roles de género, las artes domésticas, la crianza de los hijos, los mitos y las leyendas, que publicó en Ways of my Grandmothers (1980). Entre las entrevistadas se encontraba su abuela, Anada-Aki, su tía, Mary One Spot, y la anciana de la tribu, Paula Weasel Head.
Ella y su esposo viven en British Columbia y tienen cinco hijos.

## Obra
- 1992 - La vida de la mujer piel roja. Lunas. Palma de Mallorca  ISBN 84-7651-043-8
- 1998 - The Ways of My Grandmothers. Paperback. ISBN 9780688004712